# Майерсон, Бесс

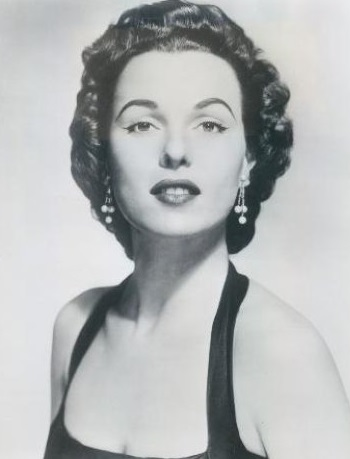
В 1957 году

Бесс Майерсон (англ. Bess Myerson; 16 июля 1924, Нью-Йорк — 14 декабря 2014, Санта-Моника) — американская телеведущая и участница шоу.
Известна тем, что была первой еврейкой по происхождению, выигравшей знаменитый конкурс «Мисс Америка» в 1945 году, а также первой мисс Америка — выпускницей колледжа. Участница различных телешоу в 1950-60-х годах. Позднее принимала участие в общественной и политической деятельности в Нью-Йорке.
Будучи участницей конкурсов красоты, столкнулась с двусмысленной позицией организаторов конкурса, требовавших выступать под псевдонимом, «звучавшим менее по-еврейски». Подобная практика продолжалась даже после получения титула Мисс Америка в 1945 году. Позже она выступала за равенство в гражданских правах, принимала участие в работе Антидиффамационной лиги.
Училась в Хантерском колледже. В 1950-60-х годах она сделала успешную карьеру телеведущей, актрисы и участницы различных шоу.
Бесс Майерсон была первым нью-йоркским уполномоченным по делам потребителей (при мэре Джоне Линдси), позднее была уполномоченным по культуре при мэре Эде Коче.
В 1980 году была выдвинута от Демократической партии в Сенат от Нью-Йорка, но уступила действующему конгрессмену от демократов Элизабет Гольцман.
Учреждена награда её имени (The ADL Bess Myerson Campus Journalism Award).

## Личная жизнь
В октябре 1946 года Майерсон вышла замуж за Аллана Уэйна, недавно уволенного в отставку капитана ВМС США. У них была одна дочь, Барбара, родившаяся в 1947 году.  Брак был омрачен домашним насилием, и пара развелась через одиннадцать лет.  Второй брак Майерсон был с адвокатом Арнольдом Грантом, который официально удочерил её дочь в 1962 году. Пара развелась в начале 1970-х годов. Дочь Барбара стала актрисой, режиссером и сценаристом, более известной как Барра Грант.
В мае 1988 года Майерсон была арестована за кражу в универмаге в Саут-Уильямспорте, штат Пенсильвания.  Она признала себя виновной в краже в розничной торговле и была приговорена к уплате штрафа.
Майерсон была очень привязана к своим еврейским корням, и была снята беседа с Любавичским Ребе. Она пожертвовала средства, чтобы помочь построить «Бистро Бесси» в Еврейском музее Флориды в память о своих родителях Белле и Луисе Майерсонах, которые жили по соседству с музеем.
Майерсон пережила рак яичников в 1970-х годах и перенесла легкий инсульт в 1981 году, от которого она полностью выздоровела. В 2002 году она переехала во Флориду, а затем переехала в Калифорнию, где оставалась до самой смерти. В 2013 году сообщалось, что она страдает от деменции.

## Смерть
Майерсон умер 14 декабря 2014 года в Санта-Монике, штат Калифорния, в возрасте 90 лет. О ее смерти не было сразу объявлено публично, но она была подтверждена офисом коронера округа Лос-Анджелес через три недели после ее смерти.  Она была похоронена на мемориальном кладбище Вудлон в Санта-Монике.